# Río Loó
El río Loó (del ruso: Лоо́) es un río de montaña del krai de Krasnodar, en el Cáucaso Occidental, al sur de Rusia. Discurre completamente por el distrito de Lazárevskoye del ókrug urbano de la localidad de Sochi. 

## Curso
Nace en las vertientes sudorientales del monte Shaján, junto a Verjnerúskoye Loó. Discurre en sus 13 km de longitud predominantemente hacia el suroeste. Su cuenca hidrográfica ocupa 36.6 km² de superficie. Pasa a través de Verjnearmiánskoye Loó y Górnoye Loó antes de desembocar en la costa nororiental del mar Negro en Loó. Sus principales afluentes son el Tserkovnoye Loó y el Kiet, ambos por la margen izquierda.